# David Milne
David Milne, född 8 januari 1882, död 26 december 1953, var en kanadensisk målare i impressionistisk stil.